# Године љубави
„Године љубави“ (итал. Manuale d'amore 3) је италијански играни филм из 2011. који је режирао Ђовани Веронези. У главним улогама се појављују Роберт де Ниро, Моника Белучи, Рикардо Скамарачо, Микеле Плачидо и Лаура Кјати.

## Кратак садржај
Романтична комедија "Године љубави" састављена је од неколико прича чији су јунаци љубавни парови, који су међусобно повезани. "Године љубави" на духовит, забаван и провокативан начин приповедају о ситуацијама типичним за све љубавне односе. Филм се састоји од три приче које прате три различита, а ипак међусобно повезана пара. Роберто и Сара су на прагу заједничког живота. Неколико дана пре венчања, Роберто на пословном путу упознаје шармантну девојку којој је немогуће одолети. У међувремену, у Риму, Елијана живи живот фаталне жене која заводи и мушкарце и жене, да би их касније уцењивала. Једна од њених жртви је и Фабио, телевизијски водитељ, коме ће краткотрајно задовољство са Елијаном упропастити породицу и каријеру. У Елијаниној и Сариној згради живи и старији амерички професор који се заљубљује и схвата како жеља и осећања не умиру са годинама.

## Улоге
| Глумац                    | Улога   |
| ------------------------- | ------- |
| Роберт де Ниро            | Адријан |
| Моника Белучи             | Виола   |
| Рикардо Скамарачо         | Роберто |
| Микеле Плачидо            | Аугусто |
| Лаура Кјати               | Микол   |
| Валерија Соларино         | Сара    |
| Карло Вердоне             | Фабио   |
| Виторио Емануеле Пропицио | анђео   |